# Shahrestān di Dayyer
Lo shahrestān di Dayyer (farsi شهرستان دير) è uno dei 10 shahrestān della provincia di Bushehr, in Iran. Il capoluogo è Bandar-e Deyyer. Lao shahrestān è suddiviso in 2 circoscrizioni (bakhsh): 
- Centrale (بخش مرکزی)
- Bordekhoon (بخش بردخون)